# Alexander Bain
Alexander Bain (11. juni 1818 i Aberdeen – 18. september 1903 i Aberdeen) var en skotsk filosof og pædagog.
Bain arbejdede først som væver og begyndte derpå som 18-årig at studere matematik, fysik og naturfilosofi. Mod slutningen af studiet skrev han artikler om tekniske emner til tidsskriftet Westminster Review. På dette tidspunkt stiftede han bekendtskab med John Stuart Mill, hvis empiristiske lære øvede indflydelse på ham. 
Alexander Bain regnes for at være en af de tidlige fortalere for en videnskabelig psykologi, der fører de subjektive oplevelser og al erkendelse tilbage til sanseindtryk og ikke til andet. Sammen med blandt andre Mill regnes han også for én af grundlæggerne af associationspsykologien.